# 上水窑岙窑址
上水窑岙窑址位于中国浙江省宁波市鄞州区东钱湖镇上水村窑岙山东坡，为晋和五代至北宋窑址，面积13500平方米，堆积层厚度1-1.8米，其中五代晚期至北宋窑范围较大，面积13300平方米，窑岙南侧晋代窑址比较集中，面积200平方米，1982年6月公布为鄞县文物保护单位。